# Losonczi Áron
Losonczi Áron (Szolnok, 1977) építészmérnök, a LiTraCon fényáteresztő beton feltalálója, Gábor Dénes- és Magyar Örökség díjas.

## Életpályája
Középiskolai tanulmányait Csongrádon végezte. A Budapesti Műszaki és Gazdaságtudományi Egyetem (BME) Építészmérnöki Karán, valamint a stockholmi Kungliga Tekniska Högskolan építészkarán tanult. Ekkor, 2002-ben  fejlesztette ki a fényáteresztő betont, melyből sok kísérletezés és prototípusok készítése után 2003 szeptemberében állítottak ki először egy ember nagyságú faldarabot a Svéd Építészeti Múzeumban.
Több design- és innovációs díjjal jutalmazták. 2014-ben megkapta a Magyar Örökség díjat. Csongrádon él.

## A Litracon megvalósult épületekben
- Lakóház, tervező: Földes László
- Komáromi Európa-kapu
- Kitelepítettek emlékműve (Széri-Varga Géza és Zoltán műve), Budapest, Kalevala-park

## Külső hivatkozások
- A LiTraCon™ hivatalos honlapja
- A fényáteresztő beton – cikk az ÉpítészFórum.hu-n